# Малнівська Воля
Малнівська Во́ля — село в Україні, у Мостиській міській громаді Яворівського району Львівської області. Населення становить 594 особи. Орган місцевого самоврядування — Мостиська міська рада.

## Географія
Селом тече річка Безіменна.

## Назва
У 1989 році назву села Мальнівська Воля було змінено на одну літеру.

## Історія
За податковим реєстром 1589 року село належало до Перемишльського староства, були 4 і 1/2 лану (коло 112 га) оброблюваної землі, корчма і піп з 1/2 лану оброблюваної землі (отже, вже тоді в селі була церква). До 1772 року Малнівська Воля входила до складу Перемишльської землі Руського воєводства Королівства Польського.
У 1772 році внаслідок першого поділу Польщі село відійшло до імперії Габсбургів та увійшло до складу австрійської провінції Галичина.
Відповідно до «Географічного словника Королівства Польського» у 1880 році Малнівська Воля перебувала у складі Мостиського повіту Королівства Галичини і Володимирії, було 1002 мешканці (на землях фільварку — 52 мешканці), майже всі — греко-католики, за винятком 46 римо-католиків.
Після окупації поляками ЗУНР село входило до Мостиського повіту Львівського воєводства, у 1934—1939 роках — у складі ґміни Малнув. У 1928 році греко-католики збудували дерев'яну церкву святої Великомучениці Параскевина місці давнішої (з 1640 року), яка була парафіяльною церквою Краковецького деканату Перемишльської єпархії. На 1 січня 1939 року в селі мешкало 1420 осіб, з них 1340 українців-греко-католиків, 20 українців-римокатоликів, 50 поляків, 10 євреїв.
Після поділу Польщі 1939 року між СРСР та Третім Рейхом село ввійшло в адміністративні структури Радянського Союзу (Мостиський район Дрогобицької області УРСР).

## Постаті
- Байдала Степан (1881 —1946) — службовець, громадсько-політичний діяч, державний повітовий комісар ЗУНР.
- Дуцько Іван Андрійович (1867—1933) — український священик та композитор.